# Геологічний музей (Київ)
Геологічний музей (офіційна назва — Геологічний відділ Національного науково-природничого музею НАН України) — природничий музей у місті Київ. Заснований у 1927 році при Всеукраїнській академії наук, з 1966 року входить до складу Національного науково-природничого музею НАН України, розташований разом з іншими підрозділами останнього у будинку № 15 по вулиці Богдана Хмельницького.

## Історія
Прообразом сучасного геологічного музею стали колекції Геологічного та Мінералогічного кабінетів, створених при Київському університеті ще в середині XIX століття. Започаткували ці колекції професори С. Ф. Зенович, Е. К. Гофман та А. Л. Андржейовський, пізніше до формування колекцій долучилися такі вчені як К. М. Феофілактов, П. Я. Армашевський, І. Ф. Шмальгаузен, П. М. Венюков, П. А. Тутковський, В. Ю. Тарасенко, М. І. Андрусов, П. М. Чирвинський, Л. А. Крижанівський та інші.
У 1918 році, коли започатковувалася Українська академія наук, при формуванні її структури окремо планувалося створити Геологічний музей, проте цим планам завадила нестабільна політична ситуація в країні. На початку 1920-х років, коли владу в Україні захопили більшовики, вони перейменували Академію на Всеукраїнську академію наук (ВУАН) і підпорядкували її наркомату освіти. На той час у складі ВУАН діяло три відділи, у складі одного з яких — Фізико-математичного — діяла кафедра геології, яку очолював Павло Тутковський. Також окремо діяв створений у 1920 році Геологічний кабінет при Академії наук, який базувався на колекціях Українського наукового товариства та частково Мінералогічного кабінету при Київському університеті, приватних колекціях П. А. Тутковського, Ф. М. Полонського, М. І. Безбородька та В. І. Крокоса.
У 1927 році Геологічний музей виділили в окремий заклад при ВУАН, його основою став Геологічний кабінет при Київському університеті, а також геологічні та палеонтологічні колекції вчених М. І. Андрусова, П. Н. Венюкова, І. Ф. Шмальгаузена, В. В. Різниченка, М. І. Безбородька та інших. Спочатку музей розташовувався там само, де і його попередник, Геологічний кабінет — на третьому поверсі будинку № 14 на бул. Шевченка. Він мав п'ять відділів: 1) петрографії, 2) мінералогії, 3) палеонтології, 4) корисних копалин, 5) динамічної геології. Завідувачем музею став академік П. А. Тутковський. У 1928 році музей разом з іншими установами ВУАН переїхав до будівлі колишньої Ольгинської жіночої гімназії, точніше, до її нового корпусу за адресою Володимирська, 55/Леніна, 15. Зведення цієї будівлі почалося майже за тиждень до початку Першої світової війни, яка, як і подальші політичні зміни в Україні та світі, завадила закінченню будівництва. У 1927 році недобудовану будівлю передали Всеукраїнській академії наук, яка впродовж 1928—1929 років завершила будівництво і розмістила тут свої підрозділи. Після переїзду до нової будівлі Геологічний музей змінив структуру і став складатися з чотирьох відділів: геології, мінералогії та петрографії, палеонтології, корисних копалин.
У 1934 році Геологічний музей увійшов до складу Українського науково-дослідного геологічного інституту АН УРСР. У музеї продовжувало діяти чотири відділи, хоча за планами їх мало бути п'ять:
1) відділ загальної геології, який очолював академік В. В. Різниченко;
2) відділ мінералогії та петрографії, який очолював професор, доктор геолого-мінералогічних наук М. І. Безбородько;
3) відділ палеонтології, який очолював професор, доктор наук В. І. Крокос;
4) відділ корисних копалин, який очолював професор, доктор наук Ф. М. Полонський.
У 1930—1939 роках експозиція музею значно збагачується за рахунок приватних колекцій Ф. М. Полонського, К. Й. Новик, М. Є. Мельника, В. І. Крокоса, Н. В. Пименової, Л. К. Наливайко, П. Л. Шульги, Ю. Ю. Юрка, Е. П. Петровського, П. І. Василенка, В. І. Лучицького, Г.-Л. Ф. Лунгерсгаузена, М. О. Бурчак-Абрамовича, М. І. Безбородька, В. В. Різниченка, колекцій Геологічного та Мінералогічного кабінетів Київського інституту народної освіти (таку назву тоді мав Київський університет), надходжень від геологічних підприємств і шахт. У 1934 році до музею передали знайдений на Поділлі скам'янілий стовбур кипарису, який прикрашає вхід до сучасної будівлі Геологічного музею. У ті ж роки було створено серію картин, які прикрашають єкспозицію музею; у їх створенні брав участь український художник І. С. Їжакевич.
Сталінські репресії торкнулися і співробітників Геологічного музею, особливо коли у 1936—1937 роках у зв'язку із так званою «Пулковською справою» репресували багато українських академіків, докторів наук, професорів. Серед них були і провідні працівники музею:
- М. І. Безбородько — арештований у 1938 році, засуджений на 12 років таборів, помер в ув'язненні 1942 року[9];
- П. І. Василенко — арештований 3 квітня, розстріляний 3 вересня 1937 року[9];
- В. І. Крокос — скінчив життя самогубством після виклику на допит до НКВС на початку листопада 1936 року[9];
- Ф. О. Лисенко — арештований 22 травня, розстріляний 26 серпня 1937 року (вирок винесений після розстрілу, 3 вересня)[9];
- Ф. М. Полонський — арештований у 1937 році, засуджений на 10 років ув'язнення[9].

Важке кадрове становище, у якому опинився музей через втрату основного контингенту наукового персоналу, змусило запрошувати фахівців з інших наукових центрів СРСР, таким чином, у 1939 році директором музею став ленінградський академік Борис Ісидорович Чернишов.
У 1938 році Інститут геології (так з 1934 року називався Український науково-дослідний геологічний інститут), якому підпорядковувався музей, переїхав до будинку № 15 по вулиці Леніна (сучасна вулиця Богдана Хмельницького). У серпні 1938 року Інститут геології перейменували на Інститут геологічних наук.
Перед початком Другої світової війни у Геологічному музеї зберігалося 1 238 колекцій, в яких нараховувалося близько 35 000 зразків. Після окупації Києва нацистами колекції музею були пограбовані, зокрема, зникли зразки дорогоцінного каміння, метеоритів, скелет мамонта, та навіть картини І. С. Їжакевича. Співробітники Інституту геології були у липні 1941 року евакуйовані спочатку до м. Уфа, у жовтні 1943 року — до Москви.
У березні 1944 року Інститут геологічних наук повернувся з евакуції до Києва та почав відновлення геологічного музею. З 1945 року потерпіла від окупації експозиція музею поповнилася за рахунок колекцій Б. І. Чернишова, К. Й. Новик, П. Л. Шульги, В. І. Лучицького, Г. І. Молявка та інших. У музеї на той час діяли відділи корисних копалин, загальних геологічних процесів і метеоритів, мінералогії, петрографії, палеонтології, регіональної геології. У 1961—1966 роках експозиція музею поповнилася зразками порід і мінералів Українського щита та Дніпровсько-Донецької западини.
Наступною важливою віхою в історії Геологічного музею стало створення у 1966 році Центрального науково-природничого Музею (ЦНПМ) АН УРСР — великого музейного комплексу, до якого увійшли Геологічний, Палеонтологічний, Зоологічний, Ботанічний та Археологічний музеї. Усі перелічені музеї, втім, залишалися окремими установами у складі відповідних інститутів, а науково-методичне керівництво здійснювала Музейна рада при Президіумі АН УРСР.
Значну роль у розвитку Геологічного музею зіграв академік Євген Костянтинович Лазаренко, який у 1969—1971 роках очолював Інститут геологічних наук і на цій посаді присвятив багато сил розвиткові музею, зокрема, відділу мінералогії. У 1970 році він розробив нову концепцію розвитку музею з позиції регіональної геології.
Станом на початок 1980-х років у геологічному музеї для відвідувачів були доступні п'ять залів:
- загальних геологічних процесів
- історії геологічного розвитку території України
- мінералогії
- петрографії
- корисних копалин України.

Ще один зал — монографічних палеонтологічних колекцій — був доступний лише для наукових робітників.
У 1992 році Геологічний музей увійшов до складу Відділення морської геології та осадового рудоутворення (ВМГОР) НАН України. У складі музею створені нові відділи: осадового рудоутворення, проблем екологічної розробки рудних родовищ і геодинаміки. В експозиції музею був утворений новий зал «Морська геологія», експонати якого були здобуті у численних морських експедиціях співробітниками ВМГОР та Інституту геологічних наук. Серед них виділяється унікальна глиба мантійної речовини (перидотит), піднята з глибини 5700 м в Індійському океані.

### Директори
- 1927—1930 — Тутковський Павло Аполлонович, академік
- 1930 — середина 1937 р. — Полонський Федір Михайлович, доктор наук, професор
- 1939—1944 — Чернишов Борис Ісидорович
- березень 1944—1946 — Новик Катерина Йосипівна, доктор наук
- 1946—1961 — Родіонов Сергій Петрович, член-кореспондент, професор, доктор геолого-мінералогічних наук
- 1961—1966 — Клименко Василь Якович, професор, доктор геолого-мінералогічних наук
- 1966—1968 — Молявко Григорій Іванович, доктор геолого-мінералогічних наук, професор
- 1968—1987 — Франчук Віра Прокоф'ївна, кандидат геолого-мінералогічних наук
- 1987—2009 — Русько Юрій Олексійович, доктор геолого-мінералогічних наук
- з листопада 2009 — Деревська Катерина Ігорівна, доктор геологічних наук

## Експозиція
У фондах сучасного геологічного музею зберігається понад 60 тис. зразків із приблизно близько трьох тисяч колекцій, а експонується понад 5 тис. зразків. Загальна площа музею становить 1740 м². Для відвідувачів відкриті зал загальних геологічних процесів, зал історії геологічного розвитку України, зал мінералогії та петрографії, зал морської геології. Також діє доступний лише для екскурсій зал «Естетика каменю», де зібрані зразки та вироби з напівдорогоцінного та виробного каміння, придбані коштом Музею протягом 1990—2007 років. Експозицію доповнюють діорами «Ліс кам'яновугільного періоду», «Вулкан», «Карадаг», «Річкова долина», модель карстової печери, карта «Корисні копалини України», картини, серед яких роботи шедеври І. С. Їжакевича, Г. Н. Глікмана, А. Л. Еккерта, фотографії, малюнки, макети тощо.
У музеї зберігається найбільша в Україні колекція метеоритів, яку складають 29 зразків українських та близько 60 зразків закордонних мететоритів, а також зразки місячного ґрунту.